# Jeon Da-hye
Jeon Da-hye, née le 23 novembre 1983 est une patineuse de patinage de vitesse sur piste courte sud-coréenne.

## Jeux olympiques
- Jeux olympiques d'hiver de 2006 à Turin  Italie:
  -  Médaille d'or en relais sur 3000m.